# Sainte-Gemme (Indre)
Sainte-Gemme is een gemeente in het Franse departement Indre (regio Centre-Val de Loire) en telt 262 inwoners in 2011 (278 inw - 2007, 273 inw - 1999). De plaats maakt deel uit van het arrondissement Le Blanc.

## Geografie
De oppervlakte van Sainte-Gemme bedraagt 31,6 km², de bevolkingsdichtheid is 8,6 inwoners per km².
De onderstaande kaart toont de ligging van Sainte-Gemme (Indre) met de belangrijkste infrastructuur en aangrenzende gemeenten.

## Demografie
Onderstaande figuur toont het verloop van het inwonertal (bron: INSEE-tellingen).

## Bezienswaardigheden
- Megaliet uit de Bronstijd
- Tumulus uit de 15de eeuw